# 오사키 고시
오사키 고시(일본어: 大崎 航詩, 1998년 6월 30일~)는 일본의 축구 선수이다.

## 구단 경력
그는 2021년 J2리그의 미토 홀리호크에 입단했다.